# Punkt kratowy
Punkt kratowy – punkt, którego współrzędne w układzie kartezjańskim są liczbami całkowitymi.
Przykłady punktów kratowych na płaszczyźnie: {\displaystyle (1,5),} {\displaystyle (-2,-3),} {\displaystyle (34563,-43646).}